# Майконг
Майконг или лисица крабояд (Cerdocyon thous) е хищен бозайник от семейство Кучеви. Родовото му название Cerdocyon в превод от гръцки означава „хитро куче“, а видовото му название thous – „чакал“, поради факта, че майконг външно наподобява на чакал.

## Физически характеристики
Представителите на вида са с дължина на тялото 60 – 70 cm, дължината на опашката е около 30 cm и височина 50 cm. Тежат между 5 – 8 kg. Тя е със светлосива козина и рижави крака, уши и муцуна. Краищата им завършват с черен връх.

## Разпространение
Видът е разпространен на обширна територия в Южна Америка – от Колумбия и Венецуела на север до Уругвай и северна Аржентина на юг.

## Начин на живот и хранене
Майконг е териториално животно. В места с изобилна храна се събират няколко индивида. Живеят в дупки изкопани от други видове животни и заселени от тях. Ловува през нощта, предимно сам. Видът е всеяден. Храни се с малки гризачи и торбести бозайници, жаби, гущери, птици, риба и яйца от костенурки. Ловуват още с насекоми и ракообразни, поради което се нарича „лисица-крабояд“. Храни се и с плодове. Често напада и домашни птици.

## Размножаване
Майконг е моногамен вид и ражда двукратно през годината. Бременността продължава 52 – 59 дни. Чифтосват се през ноември – декември и раждат януари – февруари. Раждат 2 – 5 малки с тегло 120 – 160 g. На тримесечна възраст стават напълно самостоятелни. Полова зрялост достигат на 8 – 12 месечна възраст.

## Подвидове
Съществуват 4 подвида на майконг както следва:
- Cerdocyon thous thous – обитава Венецуела, Гаяна, Суринам, Френска Гвиана и северна Бразилия.
- Cerdocyon thous azarae – обитава Северна Бразилия.
- Cerdocyon thous entrerianus – обитава Бразилия, Боливия, Уругвай, Парагвай и Аржентина.
- Cerdocyon thous aquilus – Обитава Северна Венецуела и Колумбия.
- Cerdocyon thous germanus – Обитава района на Богота в Колумбия.